# Gotha Go 145
Le Gotha Go 145 est un avion militaire de l'entre-deux-guerres allemand.